# Alewife (multiprocesszor)
Az Alewife egy az 1990-es évek elején kifejlesztett gyorsítótár-koherens multiprocesszor volt; fejlesztése a Massachusettsi Műszaki Egyetemen történt, a fejlesztőcsoport vezetője Anant Agarwal volt. 512 feldolgozó csomópontig (node) bővíthető hálózaton alapul, minden csomópontja a Sparcle számítógép-architektúrát alkalmazza, amely a gyors kontextusváltást lehetővé tevő APRIL technikával bővített, módosított Sun Microsystems SPARC CPU-n alapul.
Az Alewife projekt volt a népszerű Beowulf cluster multiprocesszoros rendszer egyik, alkotói által gyakran idézett elődje.

## Jellemzők
Az MIT Alewife egyike azoknak a bővíthető gépeknek, amelyek a párhuzamos feldolgozás lehetőségeit használják ki; ezek közül is a legmodernebbek közé tartozik. Sok előnye van, ezek közül a leglényegesebbek:
- fizikailag osztott memória,
- logikailag közös memória,
- hardveresen támogatott koherens gyorsítótár,
- hardver-támogatású felhasználószintű üzenetküldés,
- szálak kezelése: többszálas végrehajtás.

Az Alewife technológiája a durva szemcsézettségű többszálas megoldást támogatja, tehát a processzor adatcsatornája egy szálat alkalmaz egészen addig, amíg nincs szükség távoli memóriaelérésre és szinkronizációra. Ennek előnye, hogy a regiszterhasználatot a processzor az adatcsatorna lehető legjobb kihasználására optimalizálja, hátránya viszont az, hogy ez sokkal több időt vesz igénybe, mint a finom szemcsézettségű többszálas megoldások esetében. Ennek ellensúlyozását a hardverből támogatott, integrált koherens gyorsítótár kialakításával igyekeztek elérni.

## Fordítás
Ez a szócikk részben vagy egészben  az   Alewife (multiprocessor) című angol Wikipédia-szócikk ezen változatának fordításán alapul.  Az eredeti cikk szerkesztőit annak laptörténete sorolja fel. Ez a jelzés csupán a megfogalmazás eredetét és a szerzői jogokat jelzi, nem szolgál a cikkben szereplő információk forrásmegjelöléseként.